# Piotr II Spokojny
Piotr II zwany Spokojnym (port. Pedro o Pacífico), (ur. 26 kwietnia 1648, zm. 9 grudnia 1706) – król Portugalii z dynastii Bragança od 1683, wcześniej regent od 1668.

## Życiorys
Był drugim synem Jana IV i Ludwiki de Guzman. Pierwotnie zostały wyznaczony na regenta, aby zastąpić swego chorego brata Afonso VI, krótko po tym jak Hiszpania uznała niepodległość Portugalii. Piotr najpierw odizolował brata, a po jego śmierci samodzielnie objął tron. W tym czasie odkrycie srebra w Brazylii powiększyło skarbiec koronny tak znacznie, że król pozwolił sobie na rozwiązanie parlamentu w 1697 i samodzielne rządy przez cały okres panowania.
Początkowo Piotr wspierał Francję w wojnie o sukcesję hiszpańską (1702–1715), jednak 16 maja 1703 zawarł z Wielką Brytanią tzw. traktat Methuena. To porozumienie handlowe dawało dwustronne przywileje handlowe dla portugalskiego wina i angielskich tekstyliów, a w konsekwencji dało Zjednoczonemu Królestwu ogromny wpływ na portugalską gospodarkę. Traktat handlowy poprzedził podpisany w grudniu 1703 układ wojskowy między Portugalią, Habsburgami austriackimi i Wielką Brytanią przygotowujący wspólną inwazję przeciw Hiszpanii. Portugalczykom i ich sojusznikom udało się zająć Madryt, ale wkrótce zostali z niego wyparci.
Piotr nie tylko przejął po bracie tron, ale także doprowadził do unieważnienia jego małżeństwa z Marią Franciszką Sabaudzką (1646–1683), z którą następnie sam się ożenił. Mieli jedną córkę - księżniczkę Izabelę Ludwikę (1669–1690), znaną jako Sempre-Noiva (port. wiecznie zaręczona), z racji rozlicznych prób wydania jej za mąż, które nigdy się nie powiodły. Królowa zmarła kilka lat po urodzeniu córki. Ponieważ księżniczka była wątłym i chorowitym dzieckiem, król postanowił ponownie się ożenić. Jego wybranką została Maria Zofia (1666–1699), córka Filipa Wilhelma Wittelsbacha elektora Palatynatu Reńskiego. Wśród sióstr Zofii była także Eleonora Magdalena – żona cesarza Leopolda I i Maria Anna - druga żona hiszpańskiego króla Karola II. Para miała sześcioro dzieci, w tym:
- dziedzica korony, który objął tron po śmierci ojca jako Jan V,
- Don Emanuela.